# Outcesticide III: The Final Solution
Outcesticide III: The Final Solution è un bootleg di canzoni inedite e di cover del gruppo grunge americano Nirvana. Fu pubblicato nel 1995 dalla casa discografia Blue Moon Records.

## Tracce
1. Rape Me - 2:49
2. Pennyroyal Tea - 3:54
3. Drain You - 3:47
4. Marigold - 3:07
5. Dive - 3:38
6. Mr. Moustache - 3:36
7. Blandest - 3:52
8. Even In His Youth - 3:16
9. Polly - 2:35
10. Smells Like Teen Spirit - 4:34
11. Serve the Servants - 3:24
12. Dumb - 2:36
13. Tourette's - 2:07
14. Aneurysm - 4:43
15. Oh, The Guilt - 3:17
16. Dive - 4:07
17. About a Girl - 2:42
18. The Money Will Roll Right In - 2:15
19. Verse Chorus Verse - 3:14
20. Curmudgeon - 2:51
21. High On the Hog - 2:10
22. Raunchola - 4:05
23. Beans - 1:16